# Práxedes Mateo Sagasta
Práxedes Mariano Mateo Sagasta y Escolar (21 tháng 7 năm 1825 – 5 tháng 1 năm 1903) là kỹ sư và chính trị gia người Tây Ban Nha và là Thủ tướng trong tám lần giữa năm 1870 và năm 1902—phụ trách cho Đảng Tự do—một phần của turno pacifico, luân phiên với lãnh đạo Đảng Bảo thủ Antonio Cánovas. Ông được biết đến với tài năng thuyết giáo xuất sắc.